# Каппелло, Бьянка
Бьянка Каппелло, Капелло (итал. Bianca Cappello; 1548, Венеция — 20 октября 1587, вилла Поджо-а-Кайано) — вторая жена, перед этим многолетняя возлюбленная великого герцога Тосканского Франческо I, одна из самых печально известных и окруженных легендами женщин эпохи Ренессанса, заслужившая прозвище «Колдунья» (итал. La Strega).

## Биография
Происходила из знатной венецианской семьи Капелли, дочь патриция Бартоломео Каппелло и племянница Джованни Гримани, епископа Аквилеи. Она рано потеряла мать и, как писали о ней современники, «её привычки были несколько более вольны, чем обычаи, принятые среди благородных венецианских дамзелей», также указывают, что её домашнюю жизнь сделала тяжелой суровая мачеха. Девушка была обручена с сыном дожа Приули.

### Бегство и первый брак
Как известно из судебных архивов Венеции, в возрасте 15 лет, 28 ноября 1563 года Бьянка бежала из Венеции со своим возлюбленным, Пьетро Бонавентури (итал. Pietro Bonaventuri, 1546—1570/1572), молодым флорентийцем из обедневшей семьи, клерком банкирского дома Сальвиати, чьё здание находилось напротив дворца Капелло. Как говорят, они познакомились в церкви.

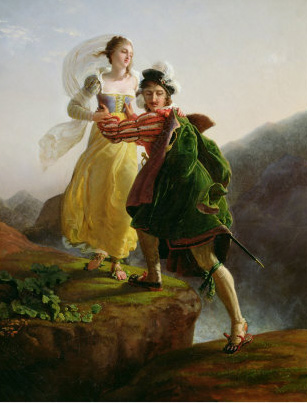
«Бьянка Капелло бежит вместе со своим возлюбленным», картина XIX века

Пара бежала на родину Пьетро во Флоренцию. Романтические трактовки истории Бьянки делают её типичным персонажем красивой любовной истории; но находки в архивах документов, относящихся к той эпохе, добавляют факты, которые позволяют увидеть её личность под другим ракурсом: Бьянка прихватила тайком все драгоценности из имущества своего отца, какие могла достать. За поимку совратителя своей дочери Бартоломео Каппелло назначил награду в 1000 дукатов; оставшегося в Венеции дядю совратителя, Джанбаттисту Бонавентури, венецианцы бросили в тюрьму, где тот и скончался. Пьетро и Бьянку декрет сената по приказу Совета десяти объявил изгнанниками из Венеции, а «буде упомянутый Пьетро когда-нибудь объявится в лагуне или будет в неё насильно привезён, его голова должна быть снята с его плеч на виду у публики». Служанку Марию Донати, способствовавшую побегу, тоже судили.
Беглецы поженились в деревне у Болоньи (по другим источникам, они обвенчались уже во Флоренции, в доме матери Пьетро).
По прибытии на родину жениха выяснилось, что он, вопреки своим уверениям, совсем не ровня Бьянке по положению. На следующий год, в 1564-м Бьянка родила дочь Виргинию (по другим источникам Пеллегрину; впоследствии вышедшую замуж за графа Улисса Бентивольо). Семья Бонавентури, как оказалось, жила в бедном доме типа tugurio на южной стороне Пьяцца-ди-Сан-Марко. Привыкшая к роскоши венецианская патрицианка не находила счастья в союзе с Бонавентури, обернувшимся нищетой: мать Пьетро была инвалидом, прикованным к постели; отец, на которого свалилось столько новых ртов, был вынужден уволить единственного слугу семьи, чтобы сократить расходы. Изнеженная Бьянка оказалась вынужденной выполнять всю незнакомую ей ранее чёрную работу по дому.
Молодожёны практически не выходили на улицу, чтобы не подвергнуться аресту и выдаче венецианцам, как утверждали, приславшим специальных агентов по розыску. Бьянка едва дерзала выходить в ближайшую церковь. Опозоривший работодателей, могущественных банкиров Сальвиати, муж Бьянки столкнулся с многочисленными трудностями в поиске нового занятия, пока, наконец, не нашёл себе покровителя в лице наследного принца Франческо I Медичи, в 1564 году принявшего регентство за своего отца, герцога Козимо, удалившегося от дел.
Венецианская республика требовала от Флоренции выдачи Пьетро и Бьянки. Чтобы добиться расположения принца Франческо, Пьетро нарочно познакомил его со своей женой Бьянкой и способствовал их сближению, на которое Бьянка охотно пошла. По другим указаниям, до Франческо дошёл слух о Бьянке, за возвращение которой венецианцы назначили столь высокое вознаграждение, и ему самому стало любопытно увидеть эту женщину, и он нарочно искал с ней встречи. Согласно романтической версии, дело даже было так: Франческо проходил по улице, увидел Бьянку в окне и был поражен её красотой (причем та испугалась, приняв его за одного из венецианских «охотников за головами»).
Как бы то ни было, увидев Бьянку, Франческо затем подстроил уже личную встречу с ней в доме Марчесы Мондрагоне (вариант — в Казино Медичео на Пьяцца ди Сан-Марко), жены его испанского наставника, по его приказу подружившейся со свекровью Бьянки и через неё описавшей Бьянке все возможные последствия покровительства принца. Обстоятельства этой встречи описываются многими флорентийскими писателями. Когда Бьянка пришла в гости к Мондрагоне, та вышла, и внезапно в комнате вместо неё появился Франческо. Бьянка рухнула на колени перед принцем и попросила его защиты от своих венецианских врагов, которая и была незамедлительно обещана. После своих слов Франческо быстро вышел из комнаты. Затем вернулась хозяйка, извинилась, и сказала, что Франческо получил ключ от дома неизвестным путём, и она вины перед Бьянкой не имеет.
Наследник и фактический правитель Флоренции действительно начал заниматься делами Бьянки. Для начала с помощью флорентийского посланника в Венеции и папского нунция он уладил большинство проблем Бьянки и её мужа с Венецией и даже способствовал тому, чтобы ей выдали приданое её покойной матери (6 тыс. крон), по закону полагавшееся ей, но после её побега объявленное конфискованным. Всё же целиком обелить её имя и снять все претензии к ней Венецианской республики ему не удалось.

### Возлюбленная Франческо I Медичи

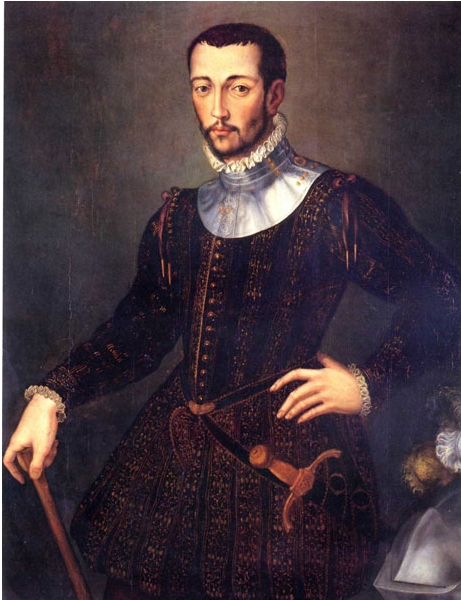
Франческо Медичи

Бьянка стала возлюбленной Франческо. Их связь продолжалась много лет, ничего не изменилось и после его давно запланированной (с целью союза с Габсбургами) женитьбы на Иоанне Австрийской, дочери императора Фердинанда I, последовавшей в 1565 году, вскоре за знакомством Бьянки и Франческо.

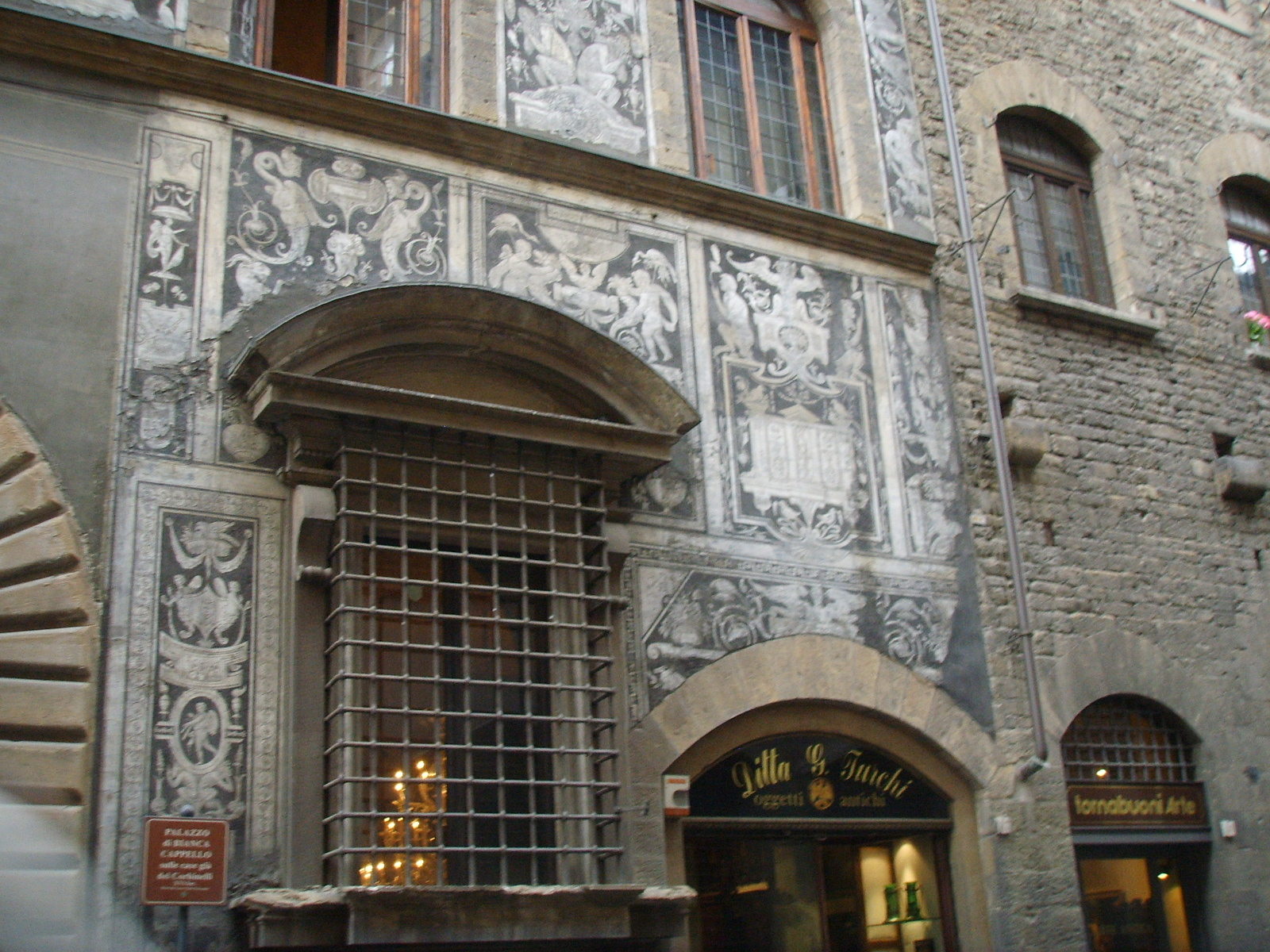
Палаццо ди Бьянка Капелло во Флоренции. Дом-дворец, возведённый специально для Бьянки Капелло и подаренный ей герцогом Франческо I, отличается необычным обликом и самым изящным в городе фасадом.

Как пишут историки, «Бьянка получила такую власть над слабовольным принцем, что практически всё устраивалось согласно её желаниям». Большую часть своего времени Франческо проводил либо в своей лаборатории, либо у Бьянки. Его жена Иоанна, скучная женщина с надменным характером, столкнулась с этой ситуацией практически сразу после свадьбы, была ею глубоко оскорблена и не делала его домашнюю жизнь комфортной.
Франческо засыпал Бьянку дарами, включая виллы и сады. Он поселил любовницу в доме, известном как Palazzo di Bianca Cappello, вблизи своей официальной резиденции Палаццо Питти. Некоторое время отношения Бьянки и Франческо не афишировались. В 1566 году Бьянка была представлена ко двору.

#### Вдова
Муж Бьянки, Пьетро Бонавентури, получил от Франческо высокую должность в правительстве и большое жалование. Благодаря положению и состоянию он сразу попал в среду молодых богатых флорентийцев и начал вести себя среди них чрезвычайно вызывающе, демонстрируя в полную силу свою гордыню, темперамент и склонность к интригам, по причине которых он в своё время склонил Бьянку к побегу.
Спустя некоторое время Пьетро был зарезан — 21 декабря 1569 (1570 или 1572) года, на углу Виа Мадджио, где находился дворец, подаренный его жене. Он был убит представителем семьи Рицци, которого он оскорбил, проявляя излишнее внимание к Кассандре Бонджиане, девушке из этой семьи.
Незадолго до этого оскорблённые Рицци воззвали к Франческо и стали просить у него справедливости. Но герцог не отдал им мужа своей любовницы и даже наоборот, предупредил его и пытался спасти, рекомендовав уехать во Францию, но Пьетро пренебрёг предостережениями. Бьянка также пыталась донести до мужа необходимость беречься и хотя бы извиниться перед Рицци. Пьетро не стал её слушать и сердито вышел из дома. Герцог застал свою любовницу в слезах. Выслушав её рассказ, он заметил: «Ежели ваш муж не желает следовать советам, мы должны оставить его своей судьбе». Пьетро же, выйдя на улицу, встретил там одного из Рицци и, приставив пистоль к его груди, в очередной раз оскорбил.
После этого Рицци опять воззвали к справедливости герцога. Франческо увёл Роберто Рицци в сад, где имел с ним долгий разговор и на прощание сказал: «Делайте как пожелаете, мы не обратим внимание на ваше поведение», чем фактически санкционировал убийство мужа своей любовницы. (В этом несколько лет спустя он признался своему капеллану Джан Баттисте Конфетти, со слов которого и известны эти подробности.) После этого разговора герцог уехал из города. 21 декабря, когда Пьетро возвращался от Кассандры, на него напали на мосту двадцать бандитов, но Пьетро удалось скрыться. Он почти добрался до дома, но там его ожидали новые ассасины, на сей раз прикончившие его. Одновременно с ним в её собственной постели убили и опозорившую семью Кассандру. Герцог, вернувшись во Флоренцию через два дня, обещал провести расследование, но виновным дали возможность уехать во Францию.

#### Бастард Антонио

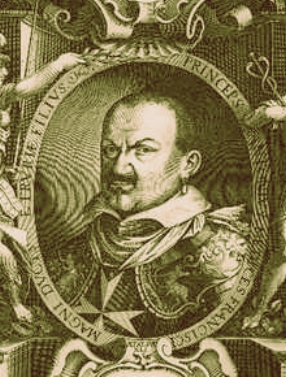
Дон Антонио Медичи в зрелом возрасте

Связь Франческо с овдовевшей Бьянкой уже не скрывалась. Законная супруга герцога Иоанна безуспешно жаловалась в письмах своему брату, императору Священной Римской империи, на любовницу мужа. Рассказывают случай, как обе женщины случайно встретились на мосту Ла Тринита, и только вмешательство графа Гелиодоро Костелли не дало Иоанне отдать приказ слугам столкнуть Бьянку в Арно. Помимо несимпатичного герцогу характера, дополнительной бедой Иоанны было то, что она рожала ему только девочек, и не могла принести наследника. (Зато она родила Марию Медичи, будущую королеву Франции.)
Но и Бьянка после рождения законной дочери больше не беременела. Она отдавала себе отчёт, насколько бы упрочилось её положение, если бы она родила герцогу сына. Как пишут историки, в этот период она консультировалась с каждым медиком, а затем и с каждой гадалкой и чернокнижником в Италии. В конце концов 29 августа 1576 года Бьянка объявила о рождении у неё мальчика, которого Франческо, уже унаследовавший герцогский титул у скончавшегося в 1574 году Козимо I, признал своим бастардом и принял в семью как Антонио де Медичи (1576—1621), купив ему земельные владения в Неаполитанском королевстве на сумму в 200 тысяч дукатов.
Но, как выяснилось спустя несколько лет, беременность Бьянки оказалась фикцией: в её доме тайно проживали три беременные женщины, и первая же родившая мальчика должна была отдать ребёнка Бьянке, чтобы та выдала его за своего. (Помощь в организации аферы ей оказала служанка Джованна Санти.) Врач, занимавшийся «родившей» Бьянкой, заметил несоответствие некоторых симптомов и счел её симулянткой, о чём сообщил «отцу». Несколько лет спустя Бьянка и сама призналась любовнику в обмане. Кардинал Фердинандо, брат Франческо и давний ненавистник Бьянки, также знал об этой афере: ему донесла о ней служанка Джованна Санти, после родов отосланная по приказу Бьянки в Болонью и едва спасшаяся от разбойников, которых она считала присланными Бьянкой. (Но кардинал предпочел приберечь эту тайну напоследок, озвучив письменное признание служанки только после смерти Бьянки.) Права «кукушонка» Антонио, несмотря на признание его «отцом», всеми членами рода позже игнорировались.
В том же году, после рождения Антонио, Бьянку наконец навестил простивший её отец, с почетом принятый герцогом. Бьянка купила ему в подарок дом в Венеции.

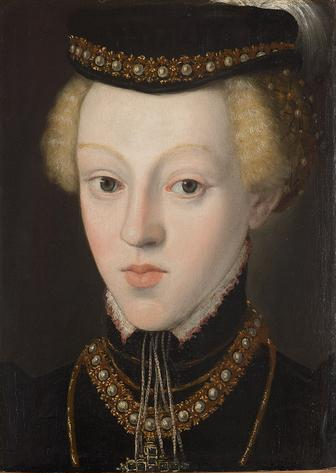
Иоанна Австрийская, первая жена герцога Франческо. Перенесла семь беременностей и умерла в результате восьмой

Одновременно с появлением на свет Антонио, которого ещё считали настоящим Медичи, обострились отношения Флоренции с Габсбургами, которые, наконец, прислушались к жалобам Иоанны, испугавшись риска, что герцогство в подобной ситуации унаследует бастард. Ситуация несколько успокоилась лишь из-за смерти императора Максимилиана II. Новый император, Рудольф II, выслушал обе стороны: жалобы его тётки Иоанны были ему известны, а её муж обвинял её в суровости и расточительности. Рудольф рекомендовал герцогу относиться к жене более уважительно и пожертвовать своей любовницей, что Франческо, выполнено не было. Наоборот, его ненависть и дурное обращение с Иоанной усилились. Любопытно, что за год до этого император Максимилиан II не только утвердил титул герцога, но и преобразовал его владения зятя в герцогство, над которым не имел власти папа римский.
На следующий год законная жена герцога Иоанна наконец родила мальчика, крещёного Филиппом. После рождения маленького принца Бьянка сочла удобным на некоторое время покинуть Флоренцию, но герцог жить без неё не мог, и когда эйфория от рождения законного наследника у него прошла, он призвал её обратно, засыпав и её, и Антонио подарками. Из Венеции Бьянка вызвала своего брата Витторио Капелло, который стал фаворитом и на долгое время единственным советчиком герцога. В честь его прибытия устроился грандиозный праздник в садах Ручеллаи, организованный знаменитым магом и писателем того времени Челио Малеспини. Спустя несколько лет герцог изгонит Витторио за кражу из казны.
Монтень, увидев Бьянку во Флоренции, описывал её как: «красивая — по итальянскому вкусу, с веселым и пухлым лицом, с со значительной дородностью…».

### Жена
Торжество Иоанны как матери наследного принца было недолгим. Она умерла при родах 11 апреля 1578 года. Подозревали, что она была убита мужем и его любовницей: отравлена или же её беременную нарочно столкнули с лестницы.
Флорентийцы были расстроены пренебрежением, проявленным новоиспечённым вдовцом к покойной. Бьянка также проявила мало деликатности: когда погребальная процессия проезжала мимо её дворца, она высунулась из окна, а герцог, проезжая мимо, салютовал ей. «Триумф Бьянки был мелочным, непристойным и отвратительным».
Через три месяца, 5 июня, вдовец Франческо тайно обвенчался с Бьянкой (как указывают, любовники принесли друг другу торжественные клятвы перед образом Мадонны сочетаться браком, как только оба будут свободны, ещё при жизни Пьетро Бонавентури). Герцог отверг все предлагаемые ему партии со знатными женщинами Европы, в том числе и разумные предложения своего брата кардинала, которые были бы мудрыми с политической точки зрения и принесли бы пользу герцогству.
В последующие месяцы Бьянка проживала прямо в герцогском дворце, причём для приличия было объявлено, что её взяли гувернанткой юным принцессам. (Кстати, её номинальной «коллегой» оказалась Леонора Галигаи, будущая жена Кончино Кончини, которая с Марией Медичи, дочерью Иоанны и Франческо, позже уедет во Францию и войдет в историю, как ещё одна женщина с репутацией колдуньи.)
17 июля того же года Венеция по просьбе Франческо присвоила Бьянке, до этого всё ещё находившейся в розыске за ограбление отца, почётный титул «дочери святого Марка», что поставило её в один ранг с принцессами Италии и позволило Франческо де-юре избежать мезальянса и возвести Бьянку в степень великой герцогини Тосканской (его отец Козимо, женившись вторым браком на неровне, подобным титулом вторую жену согласно закону не удостоил). Отцу и брату Каппелло был присвоен титул рыцарей «Золотой Звезды» (Stola d’Oro).
12 октября, как только позволили приличия соблюдения траура, во Флоренции состоялось торжественное официальное бракосочетание и коронация, на которое были потрачены колоссальные суммы. В дни коронации произошла помолвка дочери Бьянки Капелло Пеллегрины с графом Бентивольо. Бьянка была провозглашена великой герцогиней тосканской и коронованной дочерью Венецианской республики. Благословение царственной паре было дано дядей Бьянки патриархом Аквилеи. (Союз с Венецией был единственным положительным политическим следствием этого брака, так как Габсбурги были им весьма оскорблены, помолвка дочери герцога с сыном герцога Мантуи была разорвана, а герцога принялись публично осмеивать по всей Италии.)

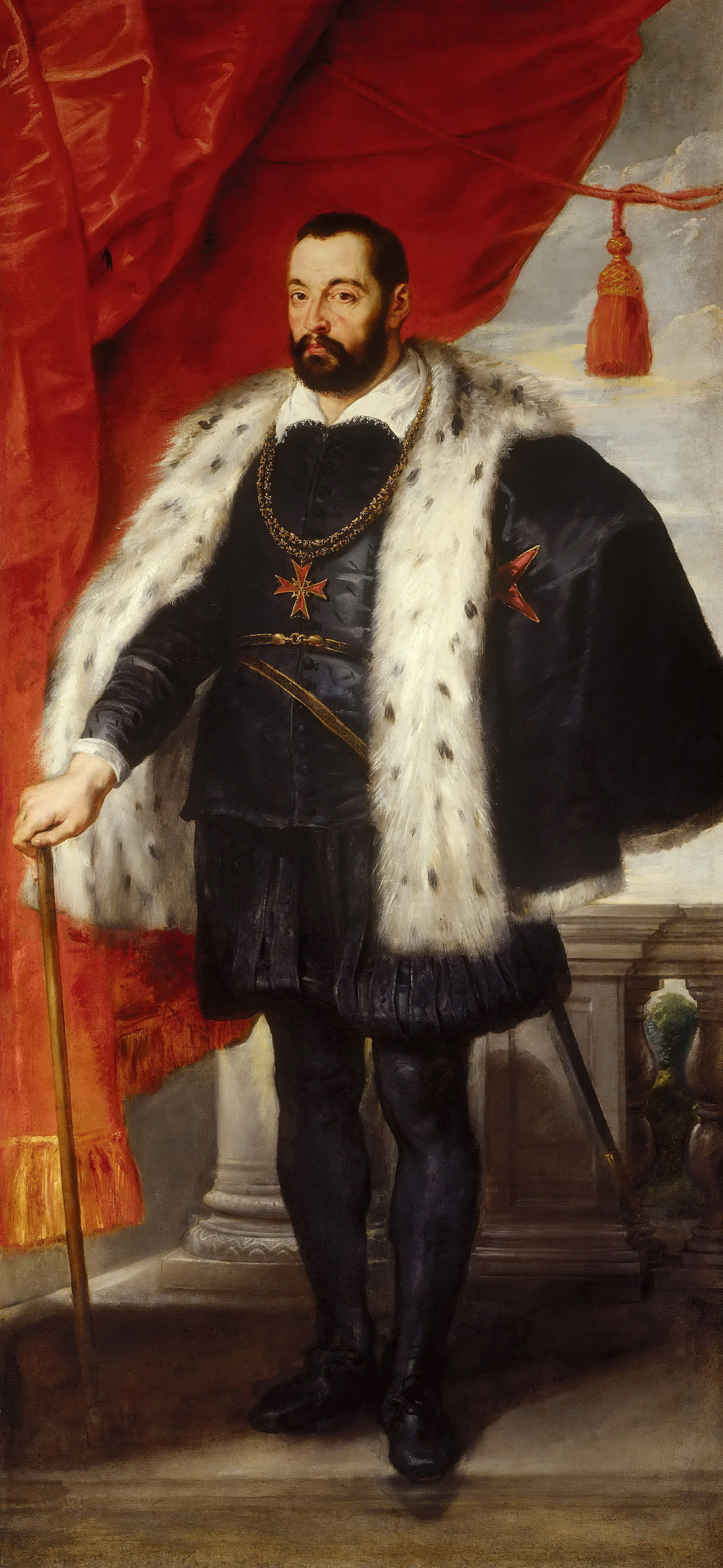
Рубенс. Портрет герцога Франческо в зрелом возрасте

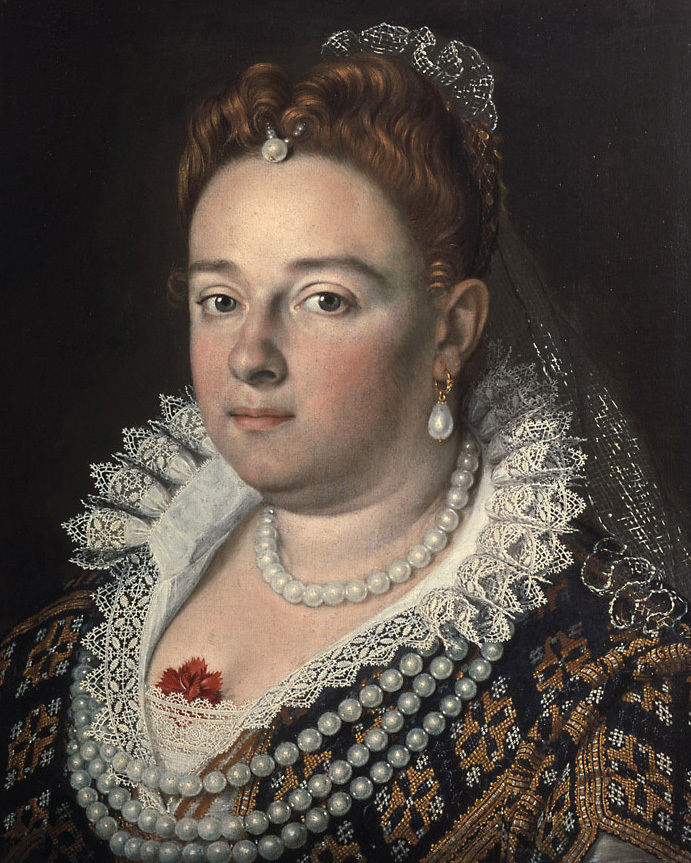
Шипионе Пульцоне. Портрет Бьянки Капелло в зрелом возрасте

Бьянка вызывала ненависть подданных своего мужа и даже заслужила прозвище «Колдунья». Так, например, смерть мальчика Филиппо, сына Франческо от Иоанны, в 1582 году приписывали её яду, уж не говоря о кончине собственно Иоанны.
Как пишут исследователи, эта ненависть к Бьянке была связана с тем, что она была родом из Венеции — давнего антагониста Флоренции; кроме того, крайне непопулярный герцог Франческо не уставал демонстрировать свою привязанность к ней (они были вместе 24 года, и он не имел других любовниц), а всё, что любил тиран Франческо, окрашивалось негативным отношением к нему горожан. Кроме того, брат Франческо, кардинал Фердинандо, весьма популярный в народе, глубоко ненавидел её и использовал своё влияние, чтобы очернить её любые действия. Репутация колдуньи, как предполагают, также могла быть связана с тем, что Бьянка весьма интересовалась химическими исследованиями и приборами Франческо и прекрасно в них разбиралась, что в глазах необразованных людей могло нанести ущерб её репутации.
Некоторые исследователи (очарованные романтическим образом Бьянки) высказывают мнение, что она, несмотря на репутацию, обладала прекрасным характером, не гналась за почестями, не была причастна ни к каким убийствам и ни для чего не использовала своё влияние на любовника, стараясь лишь создать ему удобную жизнь, а гнусная репутация Бьянки — всего лишь плод усиленной пропаганды ненавидевшего её кардинала. (Тем не менее, оправданий комедии беременности они не приводят.) Всё же достоверно, что Бьянка старалась сохранить дружбу всех членов семьи Медичи между собой и прикладывала много усилий, чтобы Франческо помирился со своими братьями, что ей порою удавалось, за что её лично хвалил папа римский Сикст V.
После смерти своего единственного сына, принца Филиппа, герцог впал в чёрную меланхолию и заперся на своей вилле Пратолино. Бьянка находилась в более приятном настроении, так как все её амбиции были удовлетворены. Герцогиней она будет на протяжении 9 лет. Став государыней, она играла всё большую роль в политической жизни Флоренции, но не сумела обеспечить за своим «сыном» Антонио, объявленным в 1583 году законным, права наследия престола, а также родить нового ребёнка, несмотря на повторявшиеся слухи о её беременности, которые братья герцога, в том числе кардинал, считали новым обманом, и поручали друг другу тщательно следить за ней, вспоминая её прошлую аферу (переписка сохранилась до наших дней).

### Смерть

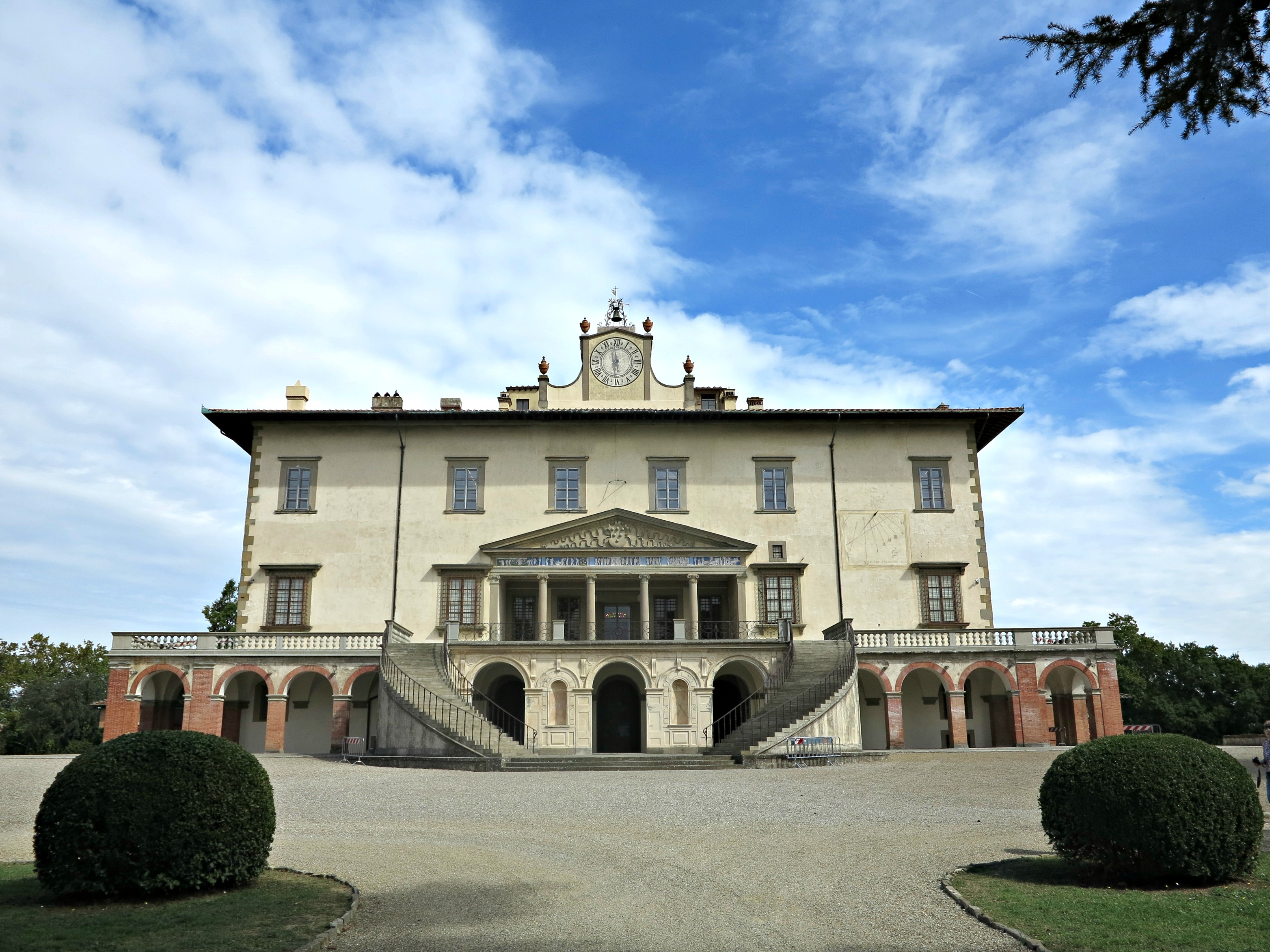
Вилла Медичи в Поджо а Каяно

Франческо и Бьянка, последние два года своей жизни страдавшая водянкой, умерли одновременно после торжественного обеда, состоявшегося 8 октября, в честь очередного примирения с братом — кардиналом Фердинандо (ставшим наследником герцогства после смерти сына Иоанны), на загородной вилле Поджо-а-Кайано в 1587 году. На этом последнем обеде также присутствовал архиепископ Флоренции. Современники намекали на отравление, хотя диагноз докторов был малярия. Франческо скончался 19 октября, Бьянка умерла на следующее утро.
Престол герцога Тосканского унаследовал брат Франческо — кардинал Фердинандо, который, отказавшись через два года от духовного сана и женившись, вошёл в историю под именем Фердинанд I как один из самых успешных правителей Тосканского государства, особенно по контрасту со своим старшим братом.
Современные исследования останков разрешили эту знаменитую загадку истории и доказали, что оба, как и подозревали современники, действительно были отравлены мышьяком, причём главным подозреваемым оказывается именно кардинал Фердинандо. Тем не менее, репутация Бьянки была такова, что издавна существовала легенда, что «Колдунья» приготовила яд, чтобы отравить деверя, но по ошибке этот яд принял её собственный муж, и тогда она в ужасе отравилась вслед за ним. Эта версия являлась популярной, так как её озвучил Стендаль в своей «Истории живописи в Италии».
Останки Франческо с помпой упокоились рядом с Иоанной в семейном склепе в базилике Сан-Лоренцо. А место захоронения Бьянки неизвестно. Её похоронили отдельно; из-за ненависти, которую она вызывала у кардинала Фердинандо в течение долгих лет, он воспрепятствовал её погребению вместе с мужем. Когда архитектор Буонталенти спросил кардинала, где хоронить Бьянку, тот ответил: «Где хотите, она не будет лежать среди нас». Согласно легенде, её завернули в дешёвый саван и закопали в могиле для бедных. Тем не менее, указывают, что её тело, как положено, некоторое время было выставлено для обозрения в Сан-Лоренцо, но герцогской короны на гробе не было, так как кардинал сказал, что «она носила корону достаточно». (Предполагают, что недавно обнаруженные женские останки в подземной крипте базилики Сан-Лоренцо могут принадлежать ей).
Внутренности супругов, извлечённые при бальзамировании, были погребены отдельно — в церкви города Бонисталло, неподалёку от виллы, где наступила смерть.
Спустя некоторое время все эмблемы Бьянки были сняты с общественных зданий и заменены на эмблемы Иоанны. Её титул в официальных документах был заменен словами «la pessima Bianca» (сквернейшая Бьянка). Кардинал выполнил все денежные распоряжения, данные Бьянкой в её завещании относительно её «сына» Антонио, дочери — графини Бентивольо, и других лиц. Но всё же специальным декретом Антонио, несмотря на волю усопшего «отца», был объявлен незаконным (впрочем, затем ему вернули право зваться Медичи), и Фердинандо пустил в народ информацию о его подмене. Кроме того, Антонио вступил в мальтийский орден, что обрекало его на безбрачие.

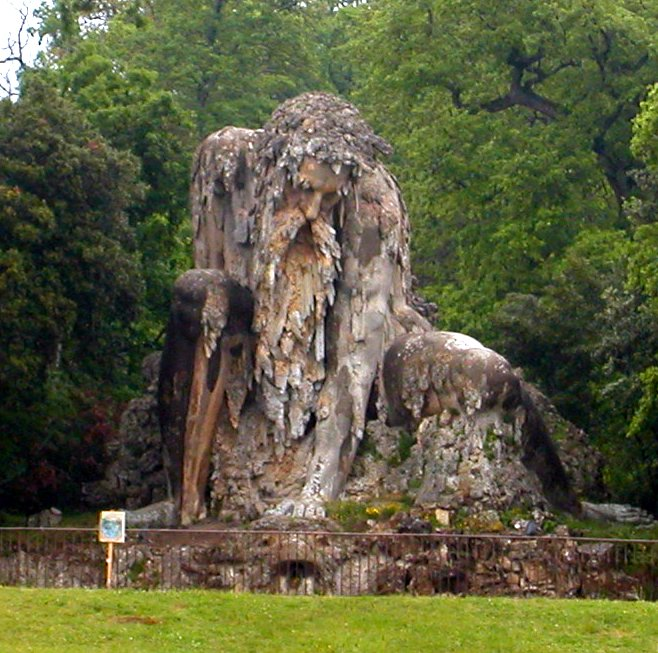
«Аллегория Апеннинских гор» работы Джамболоньи, Вилла Пратолино

## Имущество Бьянки
- Palazzo di Bianca Cappello на Виа Мадджоре
- Орти Оричелли, знаменитые сады Руччелаи, где при Лоренцо Великолепном была Платонова академия
- Франческо подарил ей виллу, которая позже прославится как Вилла Демидова (Пратолино Сан-Донато).
- Владела картиной Боттичелли «Возвращение Юдифи с головой Олоферна»[12].

## Бьянка в литературных произведениях
- Свадьба Франческо и Бьянки Капелло и их смерть были описаны Томасом Мидлтоном в трагедии Women Beware Women («Женщины, остерегайтесь женщин») (опубликована в 1657).
- Rauquil-Lieutaud, August Gottlieb Meissner. Bianca Capello: roman dramatique. 1790
- Стендаль, «История живописи в Италии»
- Людвиг Тик. Виттория Аккоромбона (1840)
- Laughton Osborn. Bianca Capello: A Tragedy. 1868.
- Генри Хорн. Бьянка Капелло: Трагедия в 5 актах
- Meissner, Bianca Capello
- Sanfeverino. Storia della Vita, e tragoca morte de Bianca Capello.
- Baroness Rosina Bulwer Lytton Lytton. Bianca Cappello: An Historical Romance. 1843
- Жюльетта Бенцони. «Драгоценности Медичи» — об истории рубинов, якобы принадлежавших Бьянке.
- Элизабет Лоупас. «Блеск и коварство Медичи»